# Tellus (godin)

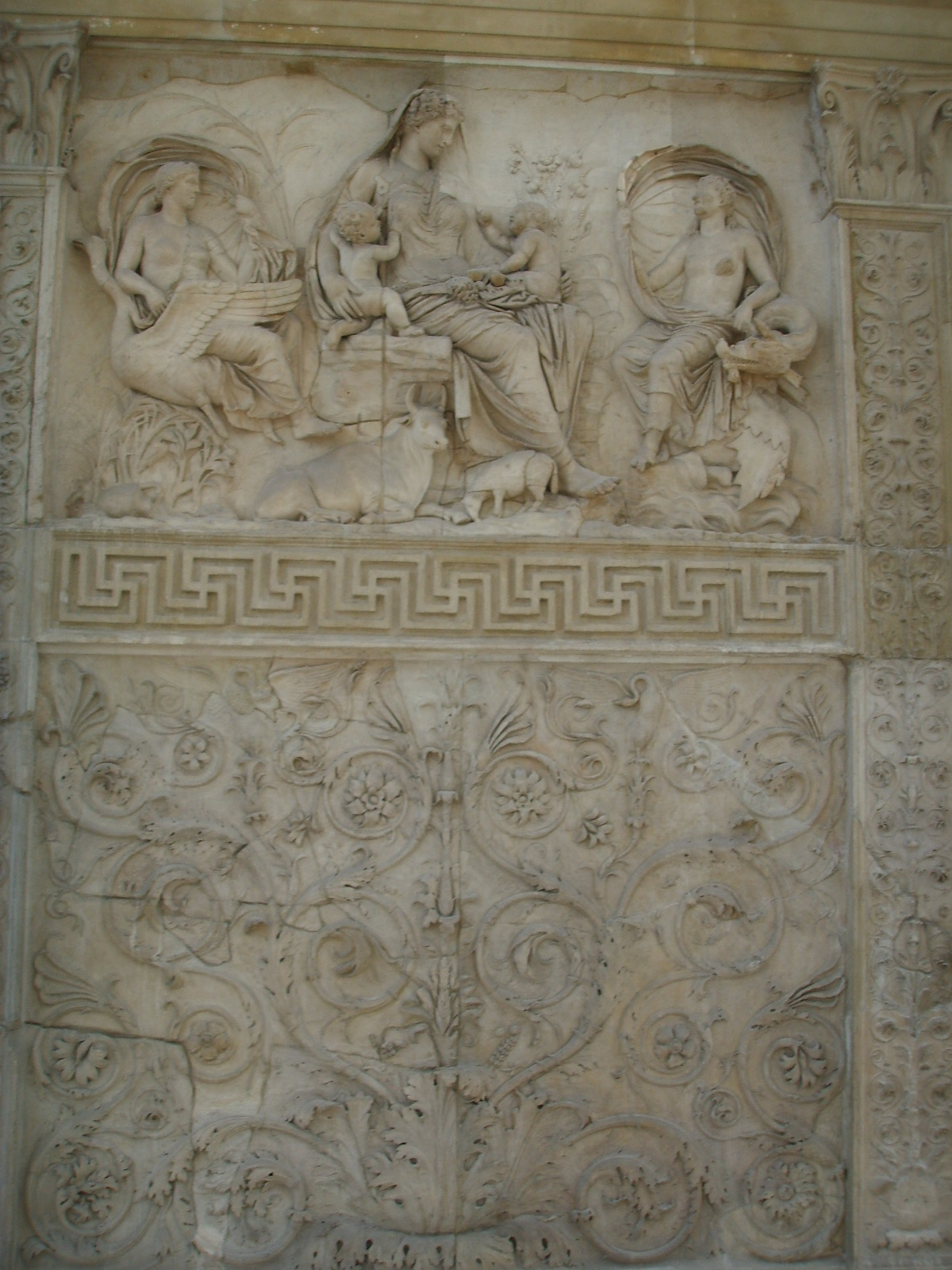
Tellus (midden) gesluierd afgebeeld met twee kinderen en vee op de oostzijde van de Ara Pacis te Rome. Ze symboliseert hier de Pax Augusta te land. Links en rechts van haar nimfen die de vrede te lucht (zit op zwaan) en te water (zit op grote zeeslang) voorstellen.

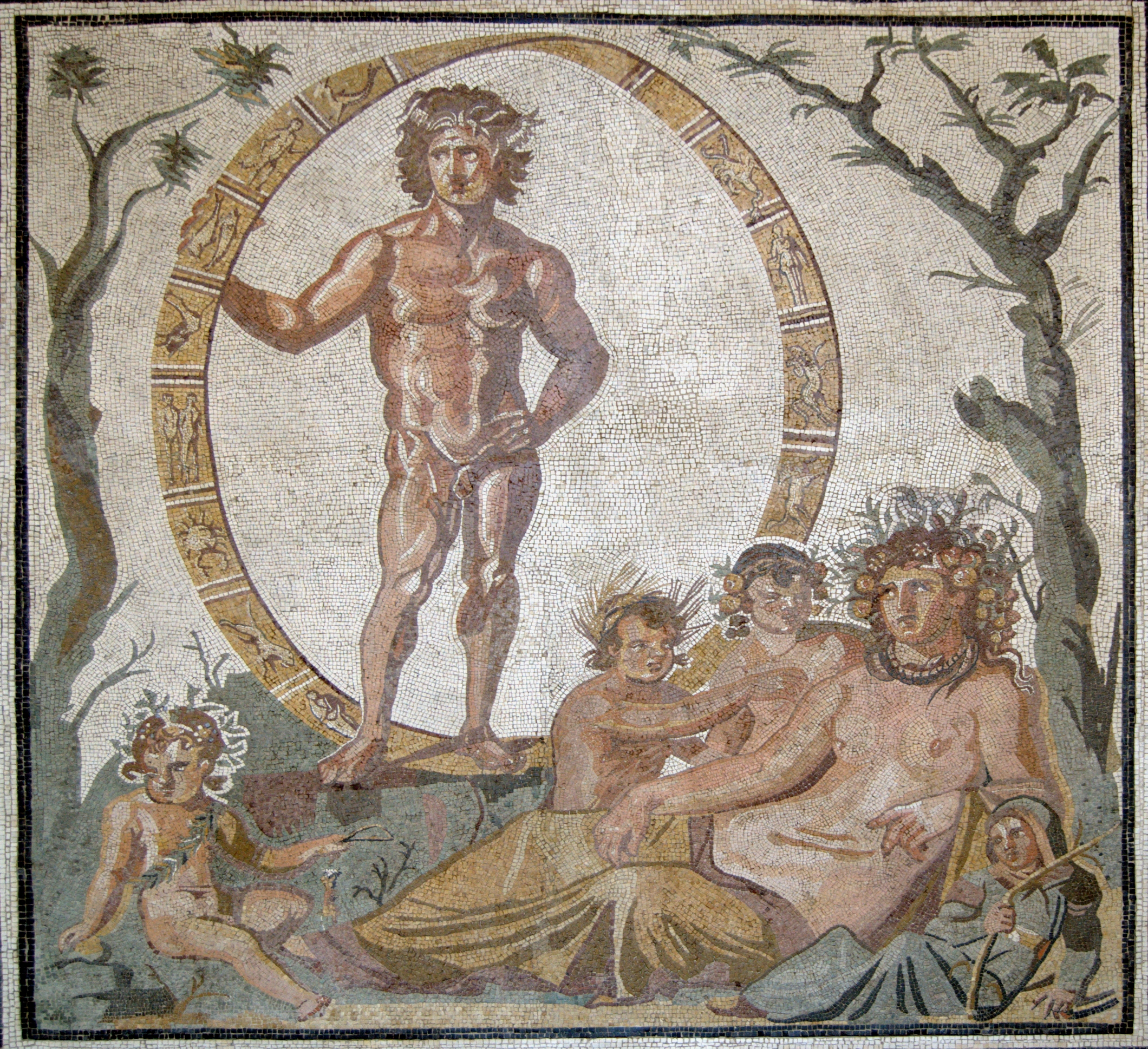
Aion en Tellus met vier kinderen, misschien de seizoenen, mozaïek uit een Romeinse villa in Sentinum, 200-250 v.Chr., München Glyptothek (Inv. W504)

Tellus (Latijn voor "aarde") is een Oud-Romeinse beschermgodin van de aardbodem (vergelijk de Griekse godin Gaea), terwijl Ceres de godin was van het graan.

## Functie
In eedformules wordt zij naast Iuppiter aangeroepen, om zo door samenvoeging van hemel en aarde het heelal tot getuige van de eed te nemen. Zij is ook de vaste grondslag, waarop alle orde in de natuur rust. Daarom riep men haar aan bij aardbevingen. Het beeld van Tellus stabilita (gehandhaafde aarde) werd met de symbolen van de akkerbouw door Romeinse keizers, die de orde en de veiligheid in de staat hadden hersteld, op hun munten gestempeld. Tot slot is zij ook een godin van de echt.
In de tijd van keizer Augustus werd Tellus verdrongen door Ceres en door Terra Mater. Daarom zijn er weinig restanten van de verering van Tellus teruggevonden.

## Feest
Jaarlijks werd op 15 april, het feest van de Fordicidia, een drachtige koe (althans een drachtig dier) geofferd. Zij was ook betrokken bij de viering van de Sementivae.

## Tempel
Haar eerste tempel te Rome werd gebouwd kort na het jaar 268 v.Chr., toen er een aardbeving werd gevoeld tijdens een gevecht van de Romeinen tegen de Piceni (bewoners van de streek tussen de rivieren Foglia en Aterno-Pescara). Ze werd ingewijd door Publius Sempronius Sophus en lag op de Esquilijn. Mogelijk stond hier al eerder een tempel voor haar. Het is in deze tempel dat de senaat werd bijeengeroepen door Marcus Antonius na de moord op Julius Caesar.

## Onderscheid met Terra
De Oxford Classical Dictionary maakt het onderscheid dat Terra Mater het element aarde vertegenwoordigt, terwijl Tellus als beschermgodin fungeert en de aardbol als geheel symboliseert.

## Vernoemd
In 1798 werd het chemisch element Telluur door Martin Heinrich Klaproth naar Tellus vernoemd.